# فوهة أوم

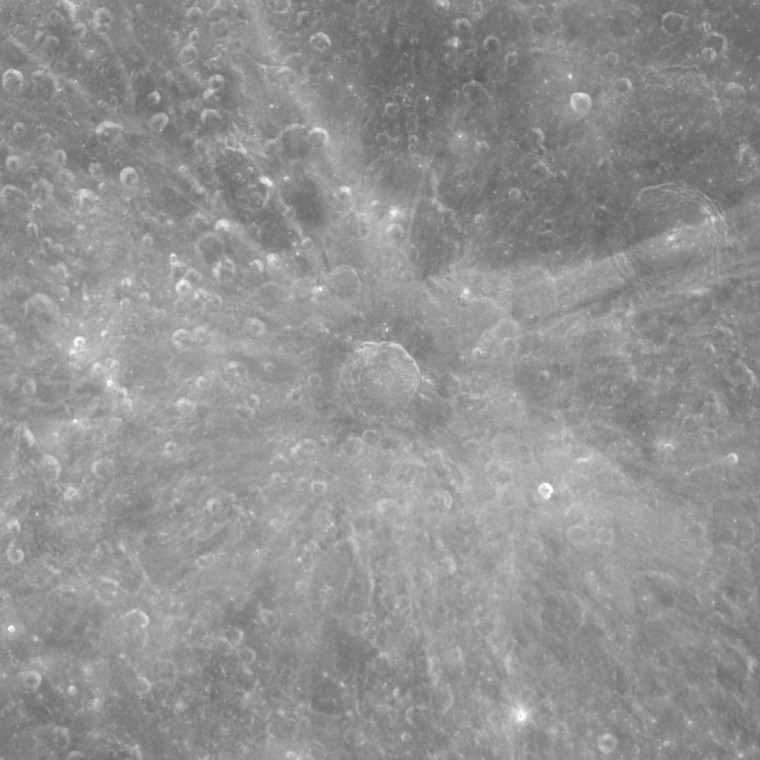
صورة من مسبار كلمنتين لفوهة أوم، عرض الصورة حوالي 620 كم

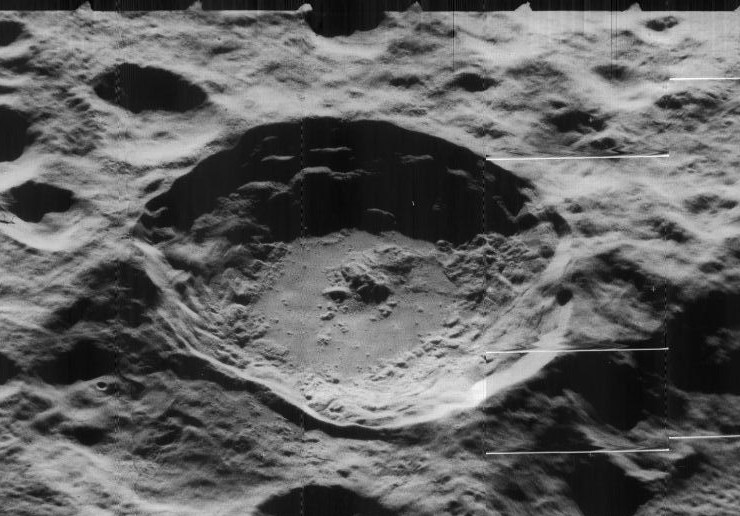
فوهة أوم

فوهة أوم (18.4°N 113.5°W) فوهة صدمية تقع على الجانب البعيد من سطح القمر. يحدها من الشمال فوهة كومري البركانية، فوهة شترينبيرج من الشمال الغربي بينما تحدها فوهة كامرلينغ من الجنوب الغربي.

## الوصف
تقع الحفرة في منطقة نظام أشعاعي ممتد لعدة مئات من الكيلومترات عبر التضاريس القمرية المحيطة. السطح الخارجي (حوالي 20-30 كم) للفوهة هو الخالي من المادة المشعة على عكس ما دون ذلك. لذلك تعتبر الفوهة جزء من نظام كوبرنيكوس.
الحواف الخارجية للفوهة حادة بشكل ملحوظ باستثناء الجزء الجنوبي صاحب الحافة غير المنتظمة. لا توجد بالفوهة قمة مركزية ملحوظة.
يبلغ قطر الفوهة 64 كم وعلى زاوية 114° من شروق الشمس، بينما لم يتم تحديد عمقها حتى الآن. تم تسمية الفوهة على اسم الفيزيائي الألماني جورج سيمون أوم تكريما له على مجمل أعماله وتخليدا لذكراه.

## وصلات خارجية
- فوهات القمر
- "استكشاف القمر". معهد العلوم القمرية والكواكبيّة. مؤرشف من الأصل في 2012-02-18. اطلع عليه بتاريخ 2007-04-12.
- "أطالس القمر". معهد الدرسات القمرية والكواكبيّة. مؤرشف من الأصل في 2011-12-18. اطلع عليه بتاريخ 2007-04-12.
- آيشليمان، ر. "خرائط القمر". خرائط وروسومات لأسطح الكواكب. مؤرشف من الأصل في 2019-08-18. اطلع عليه بتاريخ 2007-04-12. خرائط ومناظر شاملة في مواقع هبوط أبولو.